# 노만: 어느 뉴요커의 신분상승과 몰락
《노만: 어느 뉴요커의 신분상승과 몰락》(영어: Norman: The Moderate Rise and Tragic Fall of a New York Fixer, 히브리어: ,נורמן: עלייתו המתונה ונפילתו התלולה של מאכער אמריקאי)은 2016년 개봉한 미국-이스라엘 합작 드라마 영화로, 조지프 시더가 연출하고 리처드 기어, 샤를로트 갱스부르, 댄 스티븐스, 마이클 신, 스티브 부세미, 조시 찰스 등이 출연하였다. 이 영화의 주인공인 노먼 오펜하이머는 18세기 독일 궁정 유대인 요제프 쥐스 오펜하이머의 인생에서 영감을 받아 만들어졌다.

## 줄거리
뉴욕인 노먼 오펜하이머는 기회주의자들을 정치꾼이나 실세들과 연결시켜주는 자칭 해결사(fixer)이다. 노먼의 인생은 3년 전 알게 된 한 젊은 정치인이 이스라엘 총리가 되면서 극적으로 변화해간다.

## 출연
- 리처드 기어 - 노먼 오펜하이머 역
- 리오르 아슈케나지 - 미카 에셸, 이스라엘 정치인 역
- 마이클 신 - 필립 코언, 한국인 애인과 결혼하고 싶어하는 변호사 조카 역
- 스티브 부세미 - 랍비 블루먼솔 역
- 조시 찰스 - 아서 타우브, 사업가 역
- 샤를로트 갱스부르 - 알렉스 그린, 이스라엘인 범죄 수사관 역
- 앤 다우드 - 캐럴 래스킨 역
- 댄 스티븐스 - 빌 캐비시 역
- 해리스 율린 - 조 윌프, 사업가 역
- 행크 어제리아 - 스룰 캐츠, 해결사 지망생 역
- 도브 글리크만 - 론 마오어 역
- 이자크 드방콜레 - 신발 판매상 역
- 스콧 셰퍼드 - 브루스 슈워츠 역